# Opatovice (district de Brno-Campagne)
Pour les articles homonymes, voir Opatovice.
Opatovice (en allemand : Opatowitz) est une commune du district de Brno-Campagne, dans la région de Moravie-du-Sud, en République tchèque. Sa population s'élevait à 1 119 habitants en 2020.

## Géographie
Opatovice se trouve à 4 km au sud-est de Rajhrad, à 14 km au sud du centre de Brno et à 195 km au sud-est de Prague.
La commune est limitée par Rajhradice au nord, par Měnín à l'est, par Blučina au sud, et par Rajhrad à l'ouest.

## Histoire
La première mention écrite de la localité date de 1048.